# Aero A.14
Les biplans Aero A.14, A.15 et A.26 sont des avions d’école et de reconnaissance tchécoslovaques dérivés de l’Ae 01 construits au début des années 1920.

## Aero A.14
Une évidente filiation avec le Hansa-Brandenburg B.I (en) a parfois fait appeler cet appareil A.14 Brandenburg. Mis en service en 1922, cet appareil était alors totalement démodé. Il occupe pourtant une place importante dans l’histoire de l’aviation tchèque car c’est avec un A-14 immatriculé [L-BARA] que fut inauguré le 1er mars 1923 la première ligne aérienne exploitée par la compagnie d’état CSA entre Prague et Bratislava. Le pilote (Sergent Major Karel Brabenec) et l’avion étaient fournis par le Ministère de la Défense et le passager était un reporter du journal Lidove Novini, Vaclav König. L’avion transportait également 15 kg de courrier. Rapidement CSA disposera de 17 Aero A-14, utilisés pour reconnaître le futur réseau de la compagnie, mais aussi transporter le courrier et, accessoirement, un passager.

## Aero A.15
Identique au A.14, mais avec un moteur Hiero L de 230 ch, il fut également construit en 1922.

## Aero A.26
Identique au A.14, mais avec un moteur BMW IIIa de 185 ch seulement et sorti en 1923.